# Coublevie
Coublevie é uma comuna francesa na região administrativa de Auvérnia-Ródano-Alpes, no departamento de Isère. Estende-se por uma área de 7,05 km². Em 2010 a comuna tinha 5 423 habitantes (densidade: 769,2 hab./km²).